# Nokia 3300
Il Nokia 3300 è un telefonino prodotto dall'azienda finlandese Nokia e messo in commercio nel 2003.

## Caratteristiche
- Dimensioni: 114 x 63 x 20 mm
- Massa: 125  g
- Risoluzione display: 128 x 128 pixel a 4 096 colori
- Durata batteria in conversazione: 3 ore
- Durata batteria in standby: 270 ore (11 giorni)